# مارك سبنسر (رجل أعمال)
مارك سبنسر (بالإنجليزية: Mark Spencer)‏ هو عالم حاسوب وشخصية أعمال ومهندس أمريكي، ولد في 8 أبريل 1977 في ألاباما في الولايات المتحدة.

## وصلات خارجية
- مارك سبنسر على موقع إن إن دي بي (الإنجليزية)